# Gorses
Gorses é uma comuna francesa na região administrativa de Occitânia, no departamento de Lot. Estende-se por uma área de 35,60 km². Em 2010 a comuna tinha 337 habitantes (densidade: 9,5 hab./km²).